# Aljona Arsamasskaja
Aljona Arsamasskaja (russisch Алёна Арзамасская; * 17. Jahrhundert im Kosakendorf Wyjesdnaja Sloboda bei Arsamas; † 4. Dezemberjul. / 14. Dezember 1670greg. in Arsamas) war eine russische Freiheitskämpferin.

## Leben
Als junges Mädchen wurde Arsamasskaja mit einem älteren Bauern zwangsverheiratet, der bald starb. Notgedrungen wurde die neunzehnjährige Witwe Nonne im Nikolai-Kloster in Arsamas, wo sie Lesen, Schreiben und Volksheilkunde erlernte. Sie entwickelte ein Heilmittel für eitrige Wunden.
Als 1669 der Bauernaufstand unter der Führung Stenka Rasins begann, verließ Arsamasskaja das Kloster, kleidete sich als Mann mit kurzen Haaren und schloss sich den Aufständischen an. Es gelang ihr, eine Truppe von etwa 300 Mann um sich zu scharen, mit der sie nach Temnikow zog. Sie vereinigte 1670 ihre Truppe mit der Truppe Fjodor Sidorows und besiegte die zaristische Truppe des Woiwoden von Arsamas Leonti Schaissukow. Sie zog nun mit einer 700-Mann-Truppe von Arsamas nach Schazk, worauf sie umkehrte und Temnikow einnahm. Mehr als zwei Monate lang regierte sie die Stadt und die Truppe, die auf über 2000 Mann angewachsen war.
Am 10. Dezember 1670 wurde Arsamasskajas Truppe von zaristischen Truppen angegriffen und vernichtet. Am 14. Dezember 1670 wurde in Temnikow Arsamasskaja von Soldaten des Woiwoden Juri Alexejewitsch Dolgorukow nach heftigem Widerstand in einer Kirche gefangen genommen. Nach Folterung wurde sie noch am selben Tag wegen Räuberei, Ketzerei und Hexerei verurteilt und in Arsamas in der Blockhütte verbrannt.
Die Persönlichkeit Arsamasskajas ist immer noch umstritten: für die einen ist sie als für die Freiheit kämpfender Ataman im Heer Stenka Rasins eine russische Jeanne d’Arc und für andere eine Ketzerin.